# Крутий узвіз, 4
Садибний будинок № 4 — будинок на Крутому узвозі, 4, збудований архітектором Людвіком Станзані за типовим проєктом.
Одна з небагатьох випадково збережених у Києві пам'яток дерев'яної житлової архітектури першої половини ХІХ сторіччя.
Постановою Ради Міністрів УРСР № 442 від 6 вересня 1979 року будинок внесений до обліку пам'яток архітектури.

## Будівництво і використання будівлі

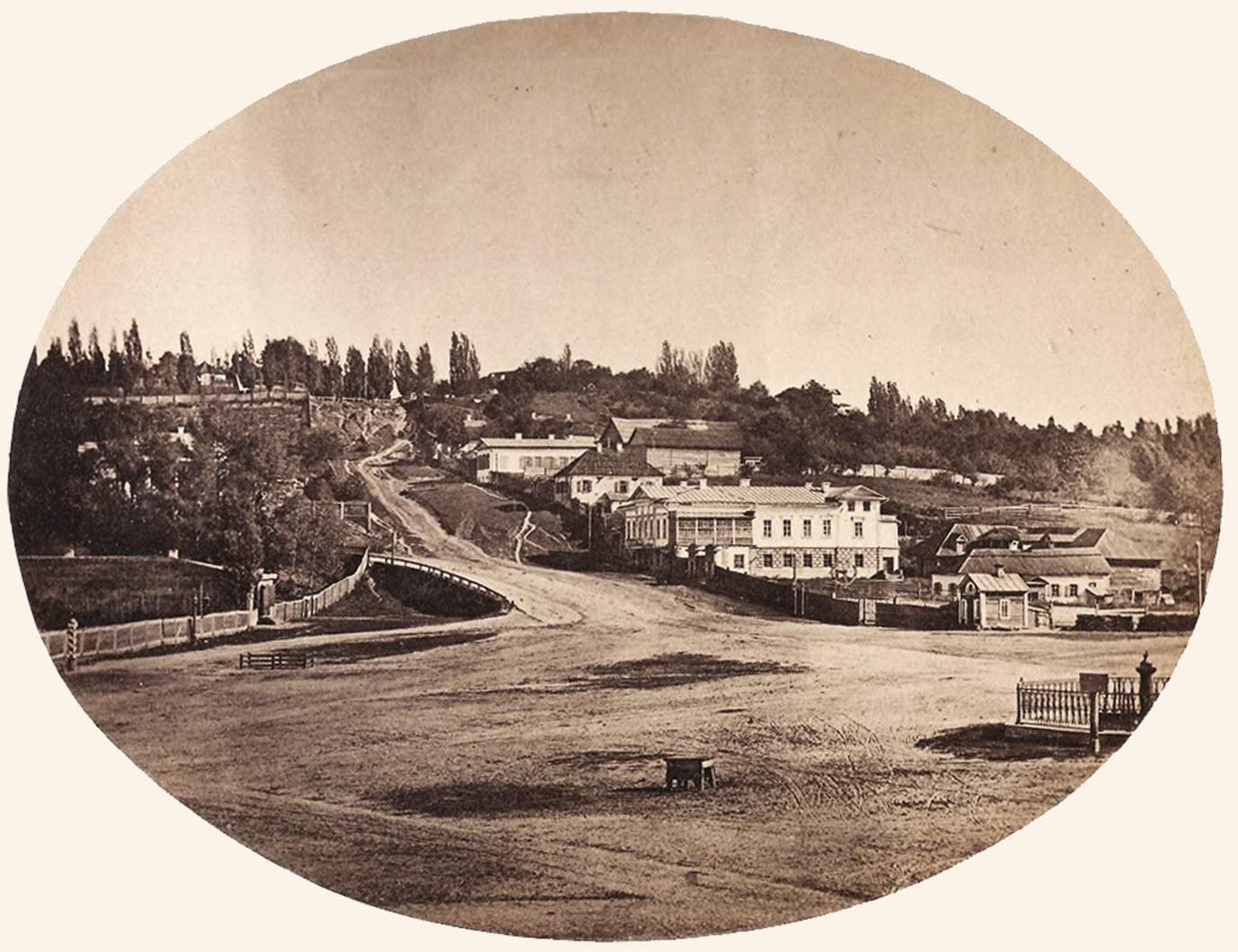
Двоповерховий будинок на фотографії 1860-х років

У першій половині ХІХ сторіччя ділянкою на Крутому узвозі володіла колезька асесорша Г. Алєксєєва. На її замовлення за зразковим (типовим) проєктом № 53 з альбому «Зібрання фасадів» з урахуванням складного рельєфу збудували садибний будинок. Будівництво велось під наглядом архітектора Людвіка Станзані. 1848 року добудували балкон.
Згодом будинком володів киянин Царій. Станом на 1882 рік ділянка перейшла у спадок його дітям. 1901 року садиба належала Марії Лапинській. Близько 1906 року власницею стала жінка титулярного радника Розалія Іванівна Мардмилович. До 1914 року будинок продали італійцю П'єтро Ріццолатті, прадіду майбутнього нейрофізіолога Джакомо Ріццолатті.
Наприкінці 1930-х років будівлю передбачалось знести, а на її місці звести крило сусіднього п'ятиповерхового будинку інженерно-технічних працівників заводу № 43. Однак планам завадила Німецько-радянська війна.

## Архітектура

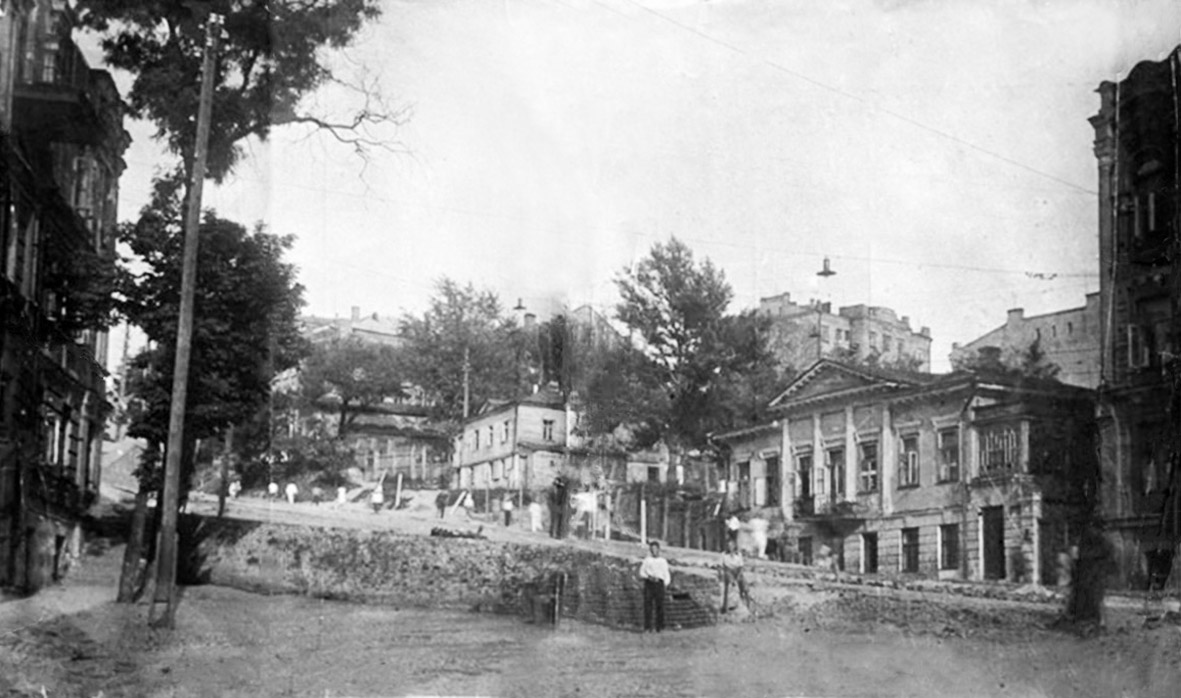
Будинок справа (фото 1938 року)

Двоповерхова Г-подібна споруда має коридорно-анфіладне планування, дерев'яні сходи. Її довге крило простягається у глибину ділянки. Перший поверх цегляний, другий — дерев'яний і тинькований. Вхід міститься у бічній прибудові.
Архітектура будинку вирішена у стилі класицизму. Стіни нижнього поверху рустовані. Над вікнами верхнього поверху містяться прямокутні сандрики на кронштейнах. Будинок увінчує карниз великого виносу.
Центральна вісь виділена портиком із чотирма пілястрами іонічного ордера, який завершується трикутним фронтоном.